# مقبنة (تعز)

تعديل مصدري - تعديل

مقبنة هي مدينة ومركز مديرية مقبنة بمحافظة تعز اليمنية، بلغ تعداد سكانها 2302 نسمة حسب الإحصاء الذي أجري عام 2004.